# Pentaschistis trisetoides
Pentaschistis trisetoides är en gräsart som först beskrevs av Ferdinand von Hochstetter och Ernst Gottlieb von Steudel, och fick sitt nu gällande namn av Pilg.. Pentaschistis trisetoides ingår i släktet Pentaschistis och familjen gräs. Inga underarter finns listade i Catalogue of Life.